# Liste der FFH-Gebiete im Landkreis Landsberg am Lech
Die Liste der FFH-Gebiete im Landkreis Landsberg am Lech zeigt die FFH-Gebiete (Fauna-Flora-Habitat-Gebiete) des oberbayerischen Landkreises Landsberg am Lech in Bayern. Teilweise überschneiden sie sich mit bestehenden Natur-, Landschaftsschutz- und EU-Vogelschutzgebieten.
Im Landkreis befinden sich elf und zum Teil mit anderen Landkreisen überlappende FFH-Gebiete.
| Ammersee-Südufer und Raistinger Wiesen                     |  | 8032-371 WDPA: 555522098 | Landkreis Landsberg am Lech, Landkreis Weilheim-Schongau                         |                                                                        | ⊙ | 882,40   |  |
| Ammerseeufer und Leitenwälder                              |  | 7932-372 WDPA: 555522069 | Landkreis Landsberg am Lech, Landkreis Starnberg                                 |                                                                        | ⊙ | 952,06   |  |
| Ampermoos                                                  |  | 7832-371 WDPA: 555522041 | Landkreis Fürstenfeldbruck, Landkreis Landsberg am Lech, Landkreis Starnberg     |                                                                        | ⊙ | 528,67   |  |
| Fledermaus-Kolonien im Südwesten Oberbayerns               |  | 8134-303 WDPA: 555522140 | Landkreis Garmisch-Partenkirchen, Landkreis Landsberg am Lech, Landkreis München | auch in Landkreis Bad Tölz-Wolfratshausen, Landkreis Weilheim-Schongau | ⊙ | 0,00     |  |
| Lech zwischen Hirschau und Landsberg mit Auen und Leiten   |  | 8131-371 WDPA: 555522135 | Landkreis Landsberg am Lech, Landkreis Weilheim-Schongau                         |                                                                        | ⊙ | 2.889,85 |  |
| Lech zwischen Landsberg und Königsbrunn mit Auen und Leite |  | 7631-372 WDPA: 555521987 | Landkreis Landsberg am Lech, Landkreis Augsburg, Landkreis Aichach-Friedberg     | auch in Augsburg                                                       | ⊙ | 2.502,03 |  |
| Moore und Wälder westlich Dießen                           |  | 8032-372 WDPA: 555522099 | Landkreis Landsberg am Lech, Landkreis Weilheim-Schongau                         |                                                                        | ⊙ | 2.590,62 |  |
| Moorkette von Peiting bis Wessobrunn                       |  | 8131-301 WDPA: 555522134 | Landkreis Landsberg am Lech, Landkreis Weilheim-Schongau                         |                                                                        | ⊙ | 944,00   |  |
| Naturschutzgebiet 'Seeholz und Seewiese'                   |  | 8032-302 WDPA: 555522097 | Landkreis Landsberg am Lech                                                      |                                                                        | ⊙ | 97,00    |  |
| Westerholz                                                 |  | 7831-301 WDPA: 555522040 | Landkreis Landsberg am Lech                                                      |                                                                        | ⊙ | 40,00    |  |
| Windach                                                    |  | 7932-371 WDPA: 555522068 | Landkreis Landsberg am Lech                                                      |                                                                        | ⊙ | 309,92   |  |
| Legende für Fauna-Flora-Habitat                            |  |                          |                                                                                  |                                                                        |   |          |  |